# Batalha de Höchstädt
A (primeira) Batalha de Höchstädt (também se escreve Hoechstaedt) foi uma batalha da Guerra da Sucessão Espanhola, e disputou-se em 20 de Setembro de 1703, próximo de Höchstädt ou Hoechstaedt na Baviera. Foi uma vitória franco-bávara sob o comando do mariscal Claude Louis Hector de Villars contra os austríacos da Monarquia de Habsgurgo comandados pelo general Limburg Styrum. Não deve ser confundida com a segunda batalha de Höchstädt, mais conhecida como Batalha de Blenheim.

## Prelúdio
A 5 de Setembro, a principal força do exército imperial sob o comando de Luís Guilherme de Baden, tinha tomado a cidade livre de Augsburgo, ameaçando a Baviera pelo oeste. Luís de Baden tinha deixado uma força de 16.000 homens sob o comando de Styrum a norte do rio Danúbio, que se deslocou para este e alcançou Höchstädt em 19 de Setembro. Villars e Maximiliano II Manuel, Eleitor de Baviera, trasladaram o seu exército de 17.000 homens para interceptar esta força, ordenando a outra força francesa de 7.000 homens, comandados por d'Usson próximo de Dillingen, que atacara pela retaguarda.

## A batalha
Este plano quase fracassava porque d'Usson atacou demasiado cedo e o seu exército, inferior em número, foi repelido por Styrum.
Mas Villars e Maximiliamo-Manuel chegaram ainda a tempo, caindo sobre o exército imperial antes que pudesse reordenar as suas posiciones.
Apenas devido à tremenda resistência da retaguarda sob Leopoldo I, príncipe de Anhalt-Dessau, é que foi possível a Styrum salvar o seu exército e alcançar Nördlingen.
Os austríacos perderam 5.000 homens , na maior parte prisioneiros, e 37 canhões. Os franceses e bávaros tiveram 1.000 baixas.